# 門秀彦
門 秀彦（かど ひでひこ、1971年 - ）は日本のイラストレーター、デザイナー。長崎県長崎市出身。手話をモチーフにした作品や、手話をする動物のポップなイラストが特徴的。「HAND TALK」をコンセプトに様々な絵を描いている。
ろう者の両親をもつコーダであり、音声言語や手話では伝えきれない思いを表現するため幼少期から絵を描き始める。独学で絵やデザインを学び、個展やTシャツデザインを手掛ける。ろう学校で特別非常勤講師を務めたほか、全国で講演会やライブペインティングのイベントを行うことで子供たちに描く楽しさを伝え、聴者とろう者をつなぐことを目指している。

## 主なデザイン
- 佐野元春の作品のアートワーク[4]
- BEAMSのTシャツ[5]
- 『みんなの手話』（NHK Eテレ）のテキスト表紙[7]
- スターバックスコーヒーのタンブラー[5]
- 宮本亜門演出舞台『TEE!TEE!TEE!』のアートワーク[4]
- テレビアニメ『キャラとおたまじゃくし島』（NHK Eテレ）のキャラクターデザイン
- グッドドクター（ドラマ内のキャラクター、イラストデザイン／フジテレビ）
- キットカット （2017,2018ハロウイン限定版）（パッケージデザイン／ネスレ）
- サンシャインシティプリンスホテル「イケブクロ エンジョイ ルーム」客室壁面イラスト[9]

## 著書
- RING BELLS （2002年10月、ぶんか社）ISBN 978-4821107957
- 世界がこんなに騒がしい日には（2004年5月1日、ジャイブ）- エッセイ ISBN 978-4902314472
- Ring bells“ballade”-Hand talk=heart talk（2004年11月1日、ジャイブ）ISBN 978-4861760372
- 1+1=1（2012年3月1日、特定非営利法人 地球兄弟プロジェクト）- 絵本 ISBN 978-4990628208
- HAND TALK（2013年10月16日、ゴマブックス）ISBN 978-4777124305 - 画集
- ハンドトーク ジラファン（2016年6月29日、小学館）- 絵本 ISBN 978-4097266600